# Jack Hildyard
Jack Hildyard (Londra, 17 marzo 1908 – Londra, 5 settembre 1990) è stato un direttore della fotografia britannico.

## Biografia
Vinse l'Oscar alla miglior fotografia nel 1958 con il film Il ponte sul fiume Kwai.

## Filmografia
- Cesare e Cleopatra (Caesar and Cleopatra), regia di Gabriel Pascal (1945)
- School for Secrets, regia di Peter Ustinov (1946)
- Ali del futuro (The Sound Barrier), regia di David Lean (1952)
- Hobson il tiranno (Hobson's Choice), regia di David Lean (1954)
- Tempo d'estate (Summertime), regia di David Lean (1955)
- Profondo come il mare (The Deep Blue Sea), regia di Anatole Litvak (1955)
- Anastasia, regia di Anatole Litvak (1956)
- Il ponte sul fiume Kwai (The Bridge on the River Kwai), regia di David Lean (1957)
- L'idolo vivente (The Living Idol), regia di René Cardona e Albert Lewin (1957)
- La zingara rossa (The Gypsy and the Gentleman), regia di Joseph Losey (1958)
- Estasi d'amore (Another Time, Another Place), regia di Lewis Allen (1958)
- Il viaggio (The Journey), regia di Anatole Litvak (1959)
- Improvvisamente, l'estate scorsa (Suddenly, Last Summer), regia di Joseph L. Mankiewicz (1959)
- Il discepolo del diavolo (The Devil's Disciple), regia di Guy Hamilton (1959)
- I nomadi (The Sundowners), regia di Fred Zinnemann (1960)
- La miliardaria (The Millionairess), regia di Anthony Asquith (1960)
- Astronauti per forza (The Road to Hong Kong), regia di Norman Panama (1962)
- 55 giorni a Pechino (55 Days at Peking), regia di Nicholas Ray (1963)
- International Hotel (The V.I.P.s.), regia di Anthony Asquith (1963)
- Il circo e la sua grande avventura (Circus World), regia di Henry Hathaway (1964)
- La battaglia dei giganti (Battle of the Bulge), regia di Ken Annakin (1965)
- Modesty Blaise - La bellissima che uccide (Modesty Blaise), regia di Joseph Losey (1966)
- James Bond 007 - Casino Royale (Casino Royale), regia di John Huston, Val Guest, Ken Hughes, Joseph McGrath e Robert Parrish (1967)
- Il lungo duello (The Long Duel), regia di Ken Annakin (1967)
- Viva! Viva Villa! (Villa Rides), regia di Buzz Kulik (1968)
- Uno sporco contratto (Hard Contract), regia di S. Lee Pogostin (1969)
- Topaz, regia di Alfred Hitchcock (1969)
- Sezione narcotici (Puppet on a Chain), regia di Geoffrey Reeve (1970)
- Si può essere più bastardi dell'ispettore Cliff?, regia di Massimo Dallamano (1973)
- Il messaggio (Mohammad, Messenger of God), regia di Mustafa Akkad (1976)
- Emily, regia di Henry Herbert (1976)
- I 4 dell'Oca selvaggia (The Wild Geese), regia di Andrew V. McLaglen (1978)
- Il leone del deserto (Asad al-ṣaḥrāʾ), regia di Mustafa Akkad (1980)